# Haumaniastrum cordigerum
Haumaniastrum cordigerum là một loài thực vật có hoa trong họ Hoa môi. Loài này được P.A.Duvign. & Plancke mô tả khoa học đầu tiên năm 1959.